# Rusi P. Taleyarkhan

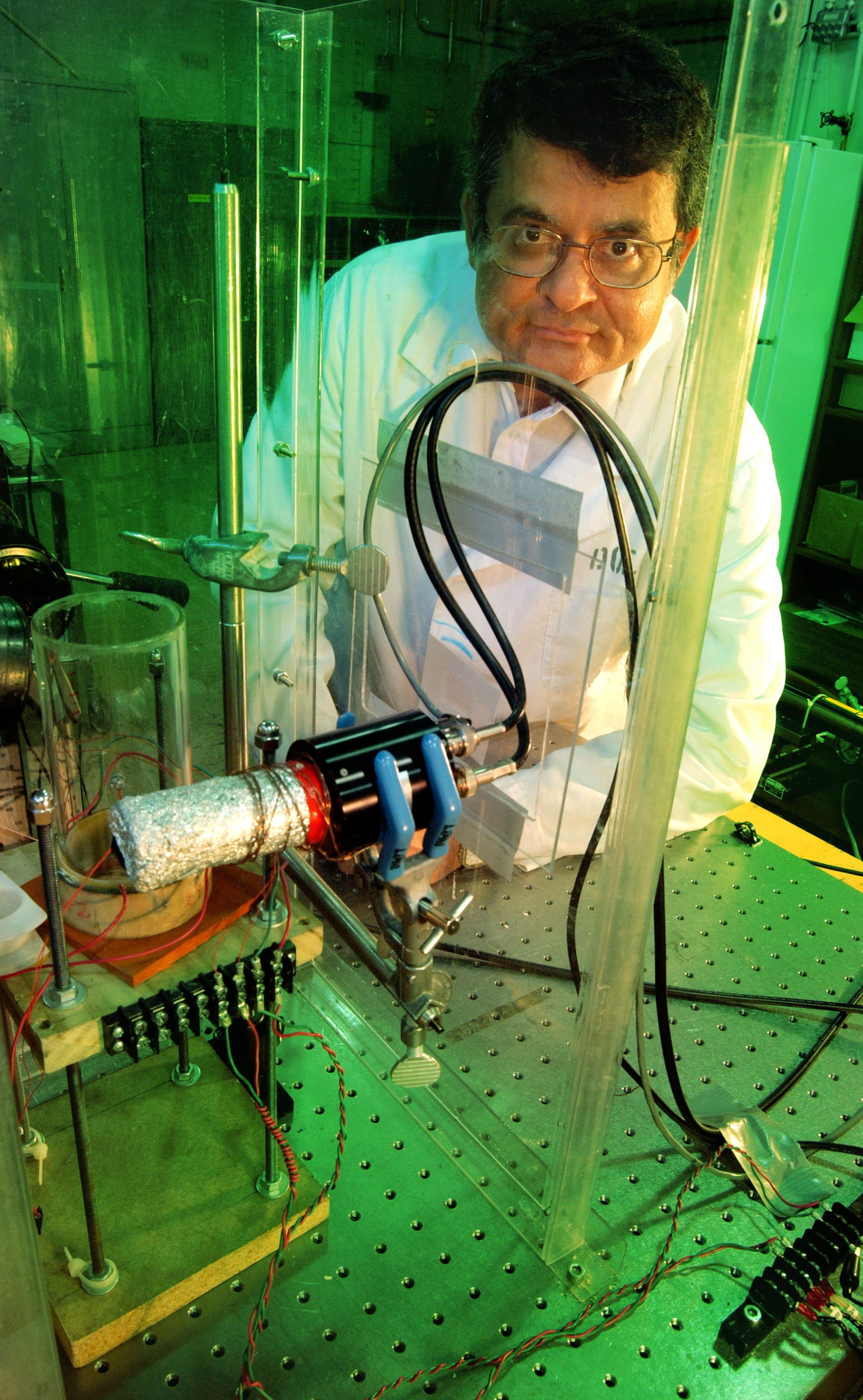
Rusi P. Taleyarkhan

Rusi P. Taleyarkhan (* 1953 in Dohad) ist ein indisch-amerikanischer Physiker am Oak Ridge National Laboratory in Tennessee USA. Seine Arbeit auf dem Gebiet der Kernfusion (später auch Kalte Fusion) ist umstritten.

## Leben und Wirken
Taleyarkhan stammt aus einer prominenten parsischen Familie und wuchs in Bombay und im Bundesstaat Gujarat auf. Er studierte Maschinenbau am Indian Institute of Technology Madras mit Bachelor-Abschluss, ging 1977 in die Vereinigten Staaten, wo er am Rensselaer Polytechnic Institute Kerntechnik (Nuclear Engineering) bis zum Master-Abschluss studierte und den Doktortitel erhielt. Mit seiner Frau Navaz Rusi hat er drei gemeinsame Kinder namens Pervin, Manaz und Meher.
Taleyarkhan behauptet, auf dem Gebiet der Sonolumineszenz eine Bläschenfusion erzeugen zu können. Taleyarkhan veröffentlichte am 8. März 2001 seine Forschungsergebnisse in der Ausgabe des Magazins Science. Dies löste international unter Forschern eine Kontroverse aus, welche noch bis heute andauert, da sein Experiment bisher nicht komplett unabhängig reproduziert wurde.
Der TV- und Radiosender BBC führte das Experiment im Februar 2005 nach den genauen Vorlagen Taleyarkhans durch. Gleichwohl konnte keine Kernfusion nachgewiesen werden. Taleyarkhan behauptete, dass das Experiment der BBC Fehler aufwies und somit die Fusion nicht stattfinden konnte.

## Die Untersuchung der Vorwürfe
Der anhaltende Vorwurf wissenschaftlichen Fehlverhaltens veranlasste im Frühjahr 2007 schließlich den Ausschuss für Wissenschaft und Technologie des US-Repräsentantenhauses (House Committee on Science and Technology) zu einer eigenen Untersuchung, nachdem zwei interne Überprüfungen der Vorgänge durch Kommissionen der Purdue University Mitte Februar 2007 in der Fachzeitschrift Nature als undurchsichtig kritisiert worden waren.
Im Mai 2007 wurde eine Bewertung des Ausschussvorsitzenden, Brad Miller, bekannt, in der er die internen Überprüfungen der Universität als „nicht sorgfältig“ („not thorough“) und als nicht den üblichen Regeln für die Überprüfung möglichen wissenschaftlichen Fehlverhaltens folgend bezeichnete. Zudem sei bisher nicht versucht worden, die Stichhaltigkeit der Experimente zu überprüfen („never addressed the validity of the underlying research“). Daraufhin setzte die Universität eine dritte Kommission ein, die „wegen ihrer Vertrautheit mit der Angelegenheit“ („familiar with the issues“) mit Mitgliedern der beiden früheren Untersuchungskommissionen besetzt wurde. Diese Kommission hielt Taleyarkhan wissenschaftliches Fehlverhalten in 34 Fällen vor. In zwei dieser Anschuldigungen wurde Taleyarkhan 2008 schuldig gesprochen. Zum einen habe er auf einer seiner Publikationen einen Co-Autor benannt, der keinen relevanten Beitrag zur Studie geleistet hatte; durch dessen Benennung habe Taleyarkhan einzig der möglichen Kritik vorbeugen wollen, seine Studie sei von einer einzigen Person durchgeführt worden. Zum anderen die Behauptung in einem 2006 in Physical Review Letters erschienenen Artikel, seine Ergebnisse seien mittlerweile unabhängig von ihm reproduziert worden; diese Aussage sei aber falsch.
Am 27. August 2008 entzog ihm die Leitung der Purdue-Universität seine Professur (Arden Bement Jr. Professorship), untersagte ihm für mindestens drei Jahre die Ausbildung graduierter Studenten, gewährte ihm aber weiterhin die Mitgliedschaft in seiner Fakultät.
Zu den Vorwürfen und der Verurteilung durch die Universität sagte der Kerntechnikprofessor Günter Lohnert (Universität Stuttgart), Herausgeber des veröffentlichenden Journals in einem Interview, die Untersuchungskommission habe zu den relevanten Fachfragen keine Stellung genommen und nur Kleinigkeiten beanstandet: „Diese ganze 30, 40 Seiten Verdikt sind nur formale Sachen, kein einziger geht auch irgendwie auf das Thema an sich ein.“ Allerdings hatte sich Lohnert bereits frühzeitig als Unterstützer der kalten Fusion hervorgetan, die Sonofusion als bewiesen bezeichnet und Taleyarkhan unterstützt. Deswegen war er selbst in die Kritik geraten. Lohnert wurde 2009 als aktiver Herausgeber des veröffentlichenden Journals abgelöst.

## Belege
1. ↑  Eugenie Samuel Reich: Disputed inquiry clears bubble-fusion engineer. In: Nature. Band 445, Nr. 7129, 2007, S. 690–691, doi:10.1038/445690a.
2. ↑  Süddeutsche Zeitung vom 27. März 2007, S. 18
3. ↑  Purdue dogged by misconduct claims. Nature, Band 447, Nr. 7142, vom 17. Mai 2007, S. 238
4. ↑  Report of the investigation Committee In the Matter of Dr. Rusi P. Taleyarkhan (Memento vom 20. August 2008 im Internet Archive) (Executive Memorandum No. C-22)
5. ↑  The bubble burst. New Scientist vom 26. Juli 2008, S. 6. Zum Co-Autor hieß es wörtlich: „The sole apparent motivation for the addition was the desire to overcome a reviewer's criticism that the experiments should not have been carried out by one person.“
6. ↑  Purdue reprimands fusion scientist for misconduct. (Memento vom 24. September 2008 im Internet Archive). Im Original publiziert auf purdue.edu vom 27. August 2008.
7. ↑  „Das ist lächerlich.“ Ralf Krauter im Interview mit Günter Lohnert. Auf: deutschlandfunk.de vom 30. Juli 2008. Zuletzt abgerufen am 1. Mai 2024.
8. ↑   Bläschen-Fusion nimmt weitere Hürde. Telepolis vom 18. Juli 2005, abgerufen am 15. Dezember 2013

| Personendaten    | Personendaten                   |
| ---------------- | ------------------------------- |
| NAME             | Taleyarkhan, Rusi P.            |
| KURZBESCHREIBUNG | indisch-amerikanischer Physiker |
| GEBURTSDATUM     | 1953                            |
| GEBURTSORT       | Dohad                           |